# AlittleMarket.com
AlittleMarket.com était une plateforme française de produits faits à la main lancée en décembre 2008.
Des artisans créateurs peuvent vendre en ligne leurs créations directement à des acheteurs. Le but est de réduire les intermédiaires et favoriser les circuits courts en prêt-à-porter, bijoux, accessoires, et décoration.
Après le rachat par Etsy en 2014, A Little Market annonce à ses créateurs le 3 juillet 2017 la fermeture de leur plateforme de vente et le transfert des boutiques des vendeurs sur Etsy.

## Historique
En 2007, Nicolas Cohen et Nicolas d'Audiffret, rencontrent Igor Gaignault, un artisan du Sud-Ouest de la France qui travaille la vaisselle en ardoise.  C'est de cette rencontre que naît l'idée de proposer une plateforme internet pour permettre à ces artisans d'écouler leur production en quelques clics.
Un an et demi plus tard, ils font la connaissance de Loïc Duvernay, qui prendra en charge le développement du site internet qui verra finalement le jour le 6 décembre 2008.
Deux ans après, en juin 2010, le site connait sa première levée de fonds de 500 000 € auprès de Business Angels .
En février 2011, face au succès que connaît AlittleMarket.com ainsi qu'à l'engouement des Français pour le Do It Yourself, les trois associés décident de lancer AlittleMercerie.com, une nouvelle place de marché dédié à l'achat / vente de fournitures créatives.
En septembre 2012, A little Market est lancé en Italie.
Une troisième place de marché, alittleEpicerie.com est lancée en mars 2013. Elle fonctionne sur le même concept que ses deux grandes sœurs, alittleMarket.com et alittleMercerie.com, tout en s'adressant cette fois-ci, aux petits producteurs de produits du terroir. La plateforme sera toutefois fermée un an et demi plus tard, les ventes ne décollant pas. 
C'est en novembre 2013 que les sites  alittleMarket.com et alittleMercerie.com deviennent rentables.
En juin 2014, AlittleMarket.com est racheté par son concurrent américain, Etsy. 
Le 3 juillet 2017, Etsy annonce la fermeture des sites alittleMarket.com et alittleMercerie.com pour fin septembre 2017.

## Le site

### Offre
Le site est réservé aux créations faites à la main, en pièces uniques ou petites séries. La plateforme se compose de 11 catégories.La grande majorité des créateurs sont français, la plateforme n'étant pas traduite dans d'autres langues, toutefois, elle accepte les créateurs du monde entier.

### Fonctionnement
Les créateurs créent leur boutique en ligne avec photos, description et prix des produits.
La création d'une boutique et la mise en ligne de produits est entièrement gratuite. Le site se finance en prélevant une commission de 5% sur les ventes et propose des mises en avant de produits, payantes.

## Les évènements
Différents événements commerciaux sont utilisés pour animer les ventes et mettre en avant les artisans fournisseurs, telles Les Journées du Fait Main, Le Tremplin des Créateurs, ou encore Le Noël des Créateurs.